# Бад-Вісзее
Бад-Вісзе (нім. Bad Wiessee) — громада в Німеччині, курорт, розміщена в землі Баварія, на березі озера Тегернзе. Підпорядковується адміністративному округу Верхня Баварія. Входить до складу району Місбах.
Площа — 32,79 км2. Населення становить 5101 ос. (станом на 31 грудня 2020).

## Історія
30 червня 1934 в Бад-Вісзе було розпочато Ніч довгих ножів.

## Галерея

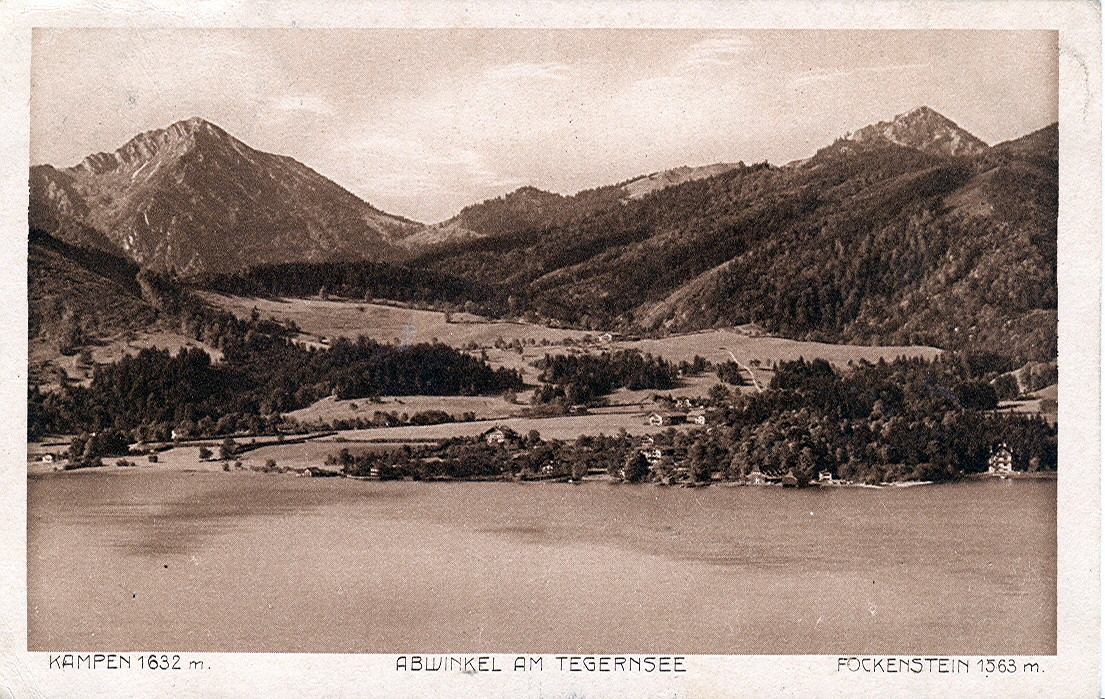
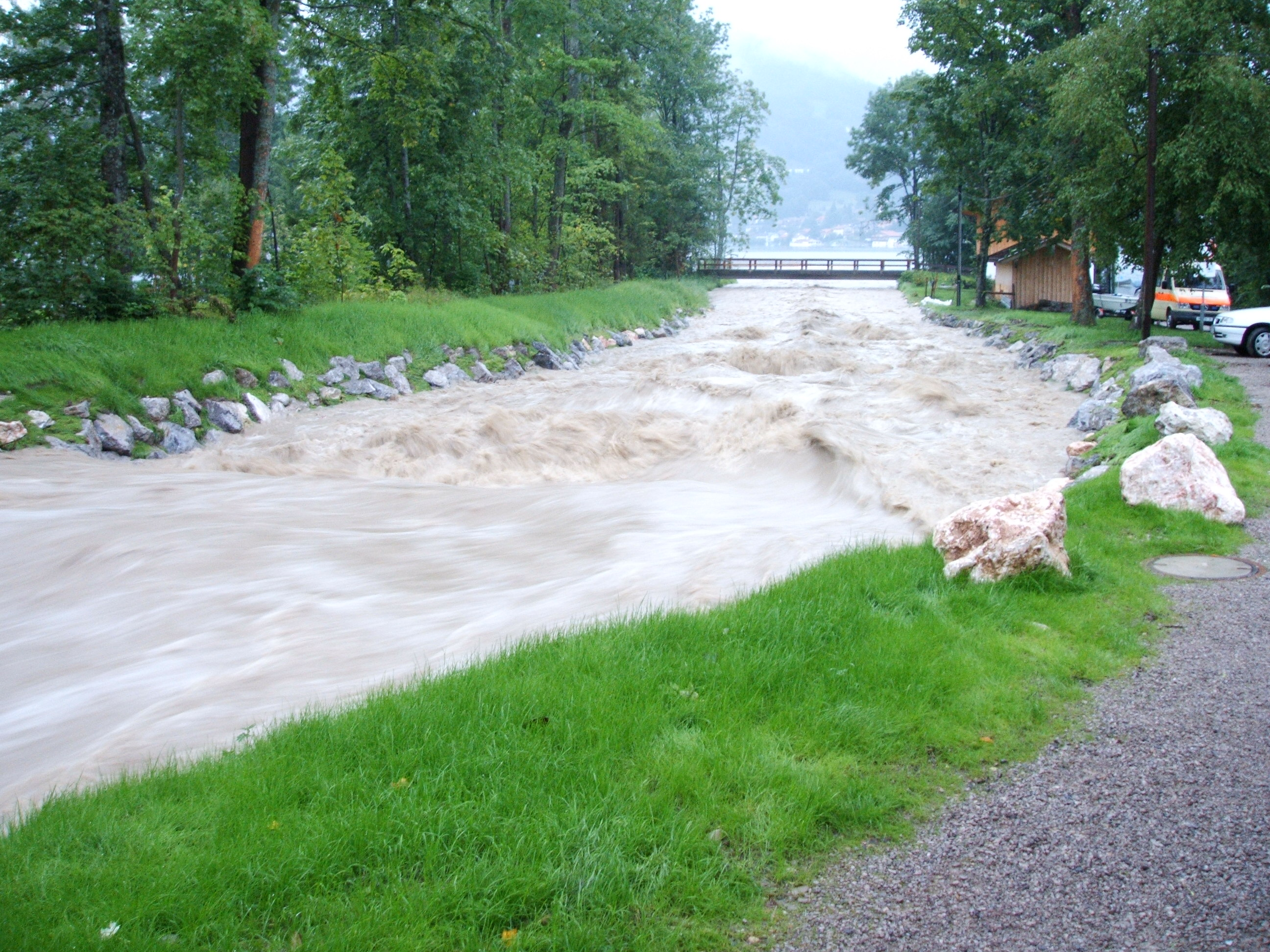
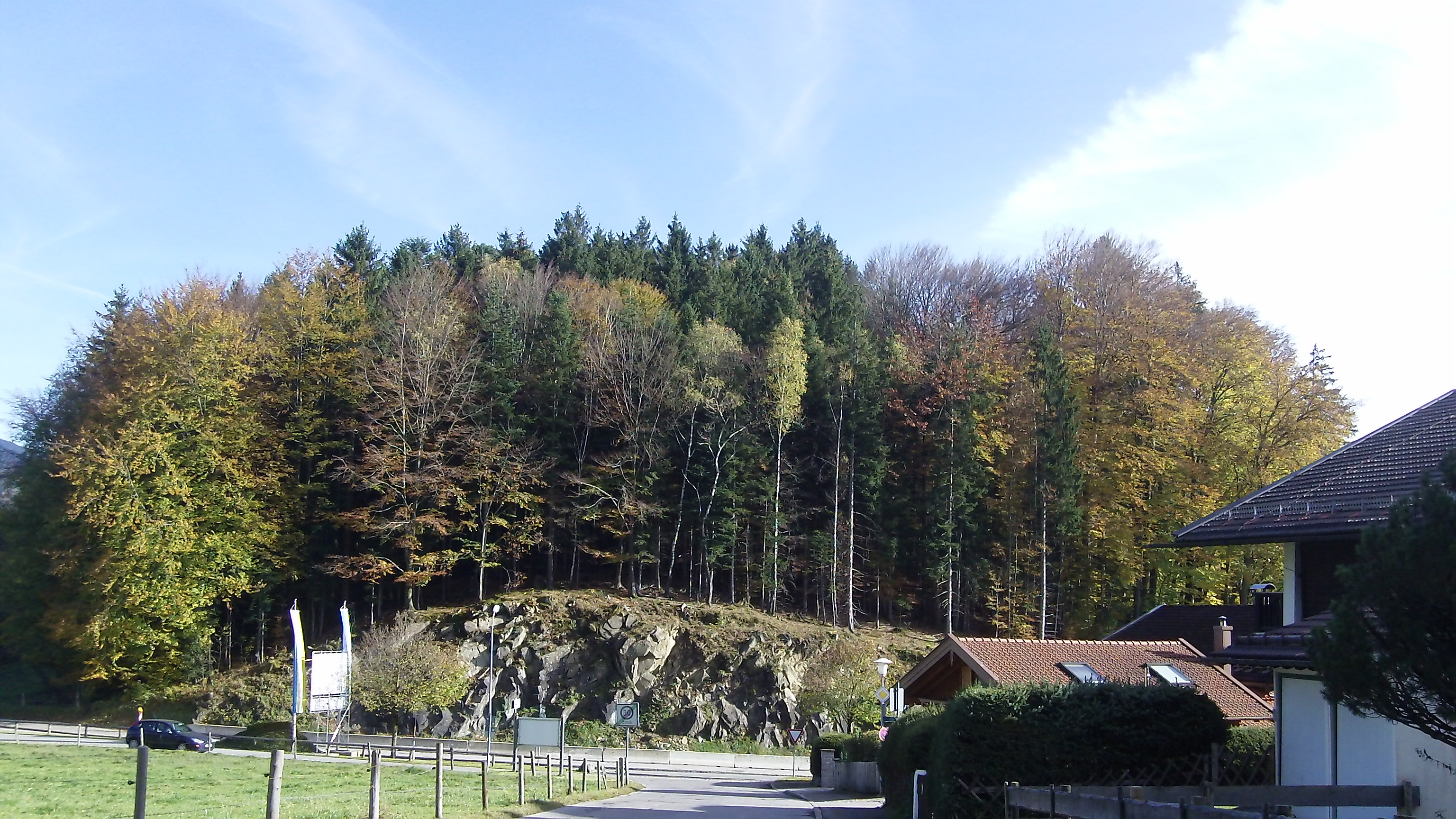
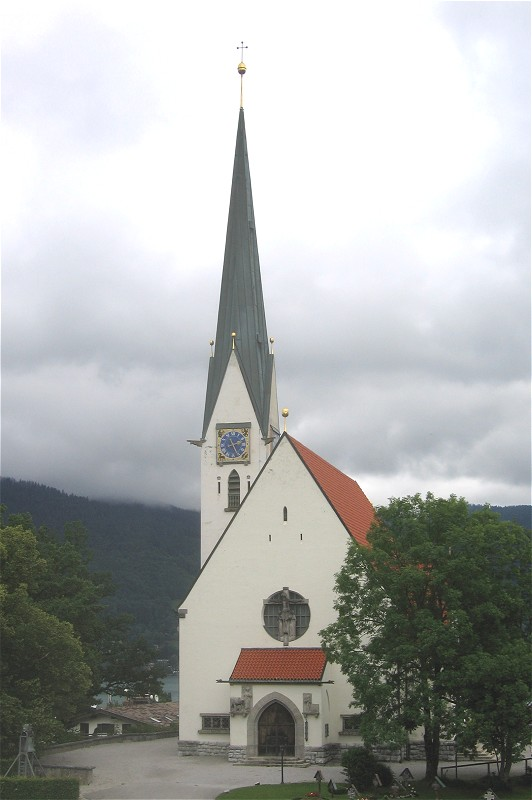
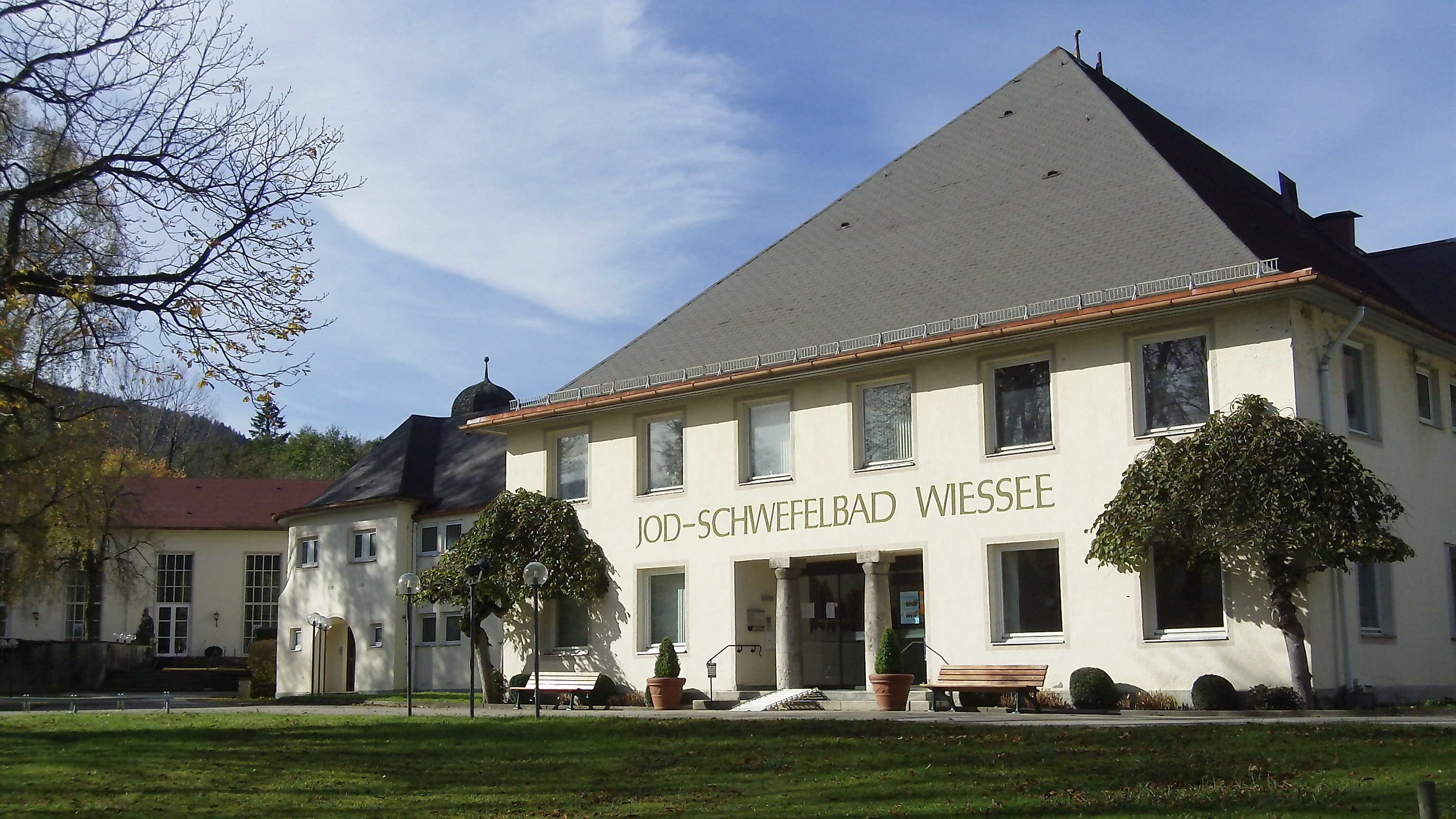
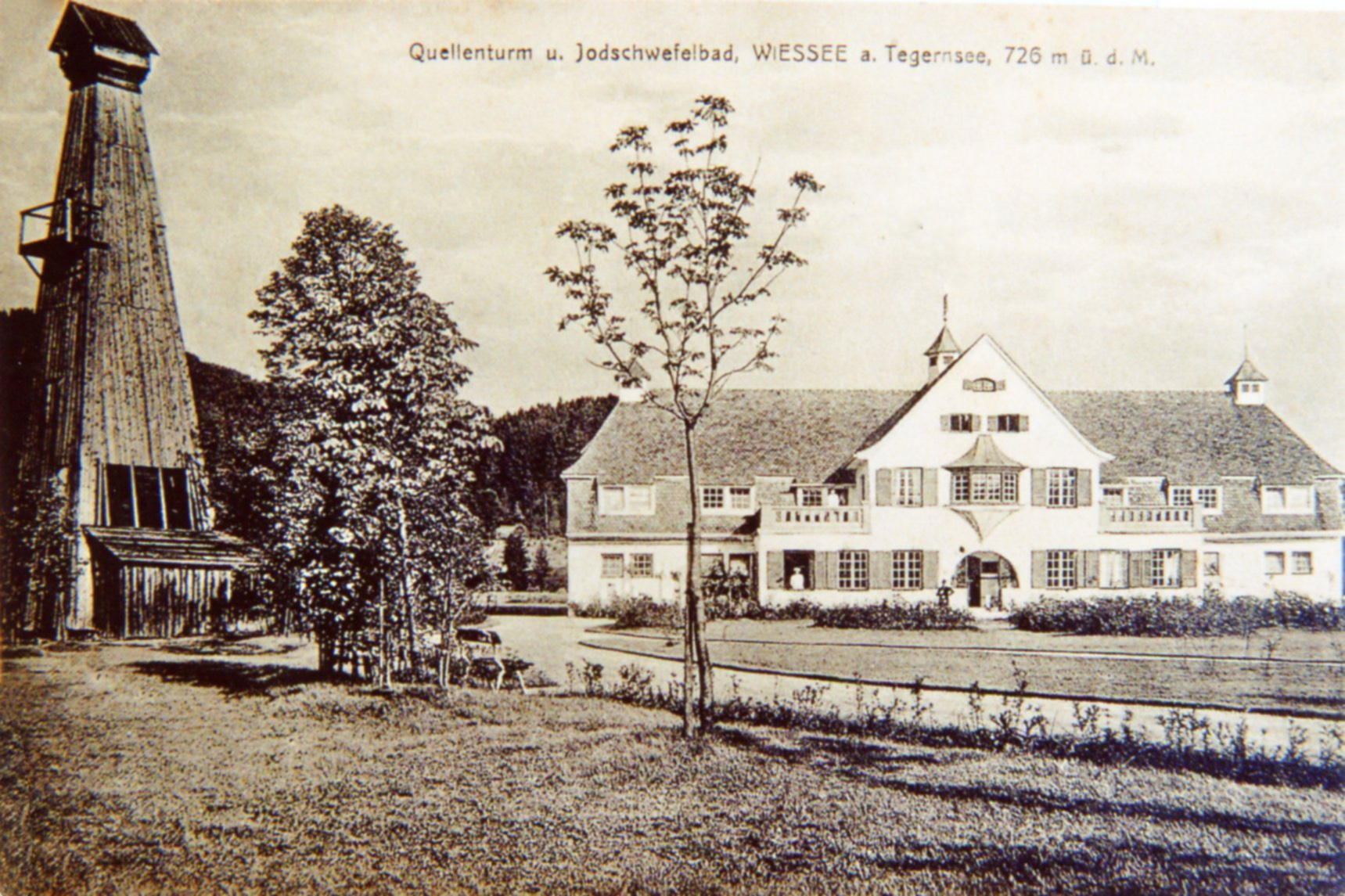